# 일렉트로 암즈
일렉트로 암즈(Elecro Arms - Realize Digital Dimension)는 light의 2013년 작 전기물 에로게다. 동사의 제로 인피니티와 많은 연관점이 있다.

## 개요
소드 아트 온라인의 영향을 받은 에로게. 소드 아트 온라인처럼 채감형 MMORPG를 무대를 해서 주인공과 히로인등이 펼치는 박진감 넘치는 싸움을 컨셉으로 하고 있으며, 히로인과의 연애 요소도 존재하고 있다. 특히 동사가 자랑하는 전기물 시나리오의 에로게가 중점인 작품.

## 제작진
- 원화:이즈미 마히루

## 같이 보기
- 제로 인피니티